# Eurides Ramos
Eurides Ramos (ou Euripides Ramos, Rio de Janeiro, 1906 — 1986) foi um roteirista, diretor e produtor de cinema brasileiro.
Ele e seu irmão Alípio eram proprietários da Cinelândia Filmes, produtora do filme Querida Susana, de 1947, dirigido por Alberto Pieralise.
A especialidade de Eurides Ramos era a comédia. Em 1956 dirigiu Fuzileiro do Amor, com o cômico Mazzaropi no papel principal.

## Filmografia

### Como diretor
- 1949 A Escrava Isaura [2]
- 1951 Pecado de Nina[2]
- 1951 Tocaia [3]
- 1952 Brumas da Vida [2][4]
- 1953 Três Recrutas [2]
- 1953 Perdidos de Amor
- 1953 Perdidos de Amor [2]
- 1954 Angu de Caroço [2][5]
- 1955 O Diamante
- 1957 O Boca de Ouro
- 1957 O Barbeiro que Se Vira [2][6]
- 1958 Cala a Boca, Etelvina [2][7]
- 1958 Na Corda Bamba [2]
- 1958 O Camelô da Rua Larga [2][8]
- 1959 Minervina Vem Aí [2]
- 1959 Titio Não É Sopa [2]
- 1960 A Viúva Valentina [2]
- 1960 Eu Sou o Tal! [2]
- 1961 Assassinato em Copacabana [2][9]
- 1963 Sonhando com Milhões [2]